# Centrale termoelettrica di Cassano d'Adda

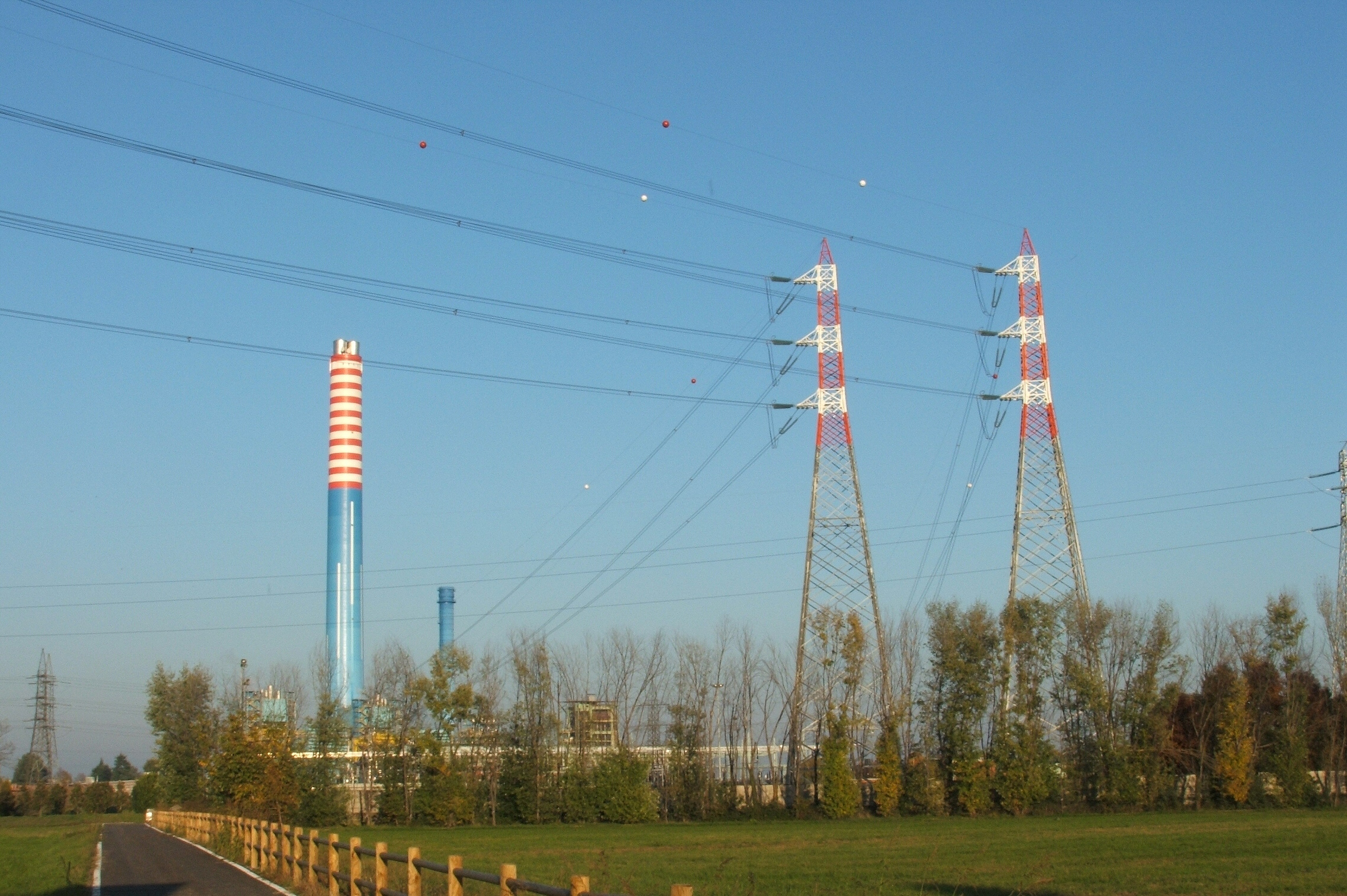
La centrale di Cassano d'Adda

La centrale termoelettrica di Cassano d'Adda è un impianto per la produzione di energia elettrica italiano, che si trova a Cassano d'Adda (MI)
La centrale fu realizzata nel 1960 sulle rive del canale Muzza e occupa una superficie di circa 220.000 m2. La potenza installata dell'impianto ha raggiunto i 1000 MW, ottenuti tramite la combinazione di tre turbogas combinati con due turbine a vapore. In dettaglio, la combinazione tra turbogas e turbine a vapore è la seguente:
- due turbogas da 250 MW ciascuno in ciclo combinato con una turbina a vapore da 260 MW
- un turbogas da 155 MW in ciclo combinato con una turbina a vapore da 75 MW.

Dall'inizio del 2014 la sezione produttiva da 230 MW, costituita da un turbogas da 155 MW (Gruppo 4) in ciclo combinato con una turbina a vapore da 75 MW (Gruppo 1), è stata dichiarata definitivamente fuori servizio per ragioni economiche ed ambientali. A seguito dell’ottenimento dell’autorizzazione del Ministero dello Sviluppo Economico allo smantellamento, l’impianto è stato acquistato da una società estera specializzata nel settore delle rilocazioni, che provvederà allo smontaggio, al trasferimento, nonché al rimontaggio dell’impianto presso un nuovo sito extra europeo.
La centrale, che è gestita dal gruppo A2A, è caratterizzata anche dal fatto di essere stata la prima della sua classe ad essere dotata di bruciatori di nuova tecnologia ad alta efficienza e bassissima emissione di ossidi di azoto che consentono di rispettare il limite dei 30 mg/Nm3. Impiegato inizialmente come tecnologia sperimentale e poi usato definitivamente per l'esercizio, nel 2007 l'uso di questo tipo di bruciatore a bassa emissione è stato esteso anche a un altro gruppo della centrale, portando così a 760 MW la potenza totale prodotta con questo sistema.